# Olbersleben
Olbersleben är en ortsteil i kommunen Buttstädt i Landkreis Sömmerda i förbundslandet Thüringen i Tyskland. Olbersleben var en kommun fram till den 1 januari 2019 när den uppgick i Buttstädt. Olbersleben hade 711 invånare 2018.